# Boston-Marathon 1971
Der Boston-Marathon 1971 war die 75. Ausgabe der jährlich stattfindenden Laufveranstaltung in Boston, Vereinigte Staaten. Der Marathon fand am 19. April 1971 statt.
Bei den Männern gewann Álvaro Mejía in 2:18:4531 h und bei den Frauen Sara Mae Berman in 3:08:30 h.

## Ergebnisse

### Männer
| Platz | Athlet           | Land               | Zeit (h) |
| ----- | ---------------- | ------------------ | -------- |
| 01    | Álvaro Mejía     | Kolumbien          | 2:18:45  |
| 02    | Patrick McMahon  | Irland             | 2:18:50  |
| 03    | John Halberstadt | Südafrika          | 2:22:23  |
| 04    | John Vitale      | Vereinigte Staaten | 2:22:45  |
| 05    | Byron Lowry      | Vereinigte Staaten | 2:23:20  |
| 06    | Arthur Coolidge  | Vereinigte Staaten | 2:23:23  |
| 07    | William Speck    | Vereinigte Staaten | 2:23:54  |
| 08    | Markku Salminen  | Finnland           | 2:24:02  |
| 09    | Ron Wallingford  | Kanada             | 2:25:21  |
| 10    | William Clark    | Vereinigte Staaten | 2:26:19  |

### Frauen
| Platz | Athletin         | Land               | Zeit (h)  |
| ----- | ---------------- | ------------------ | --------- |
| 01    | Sara Mae Berman  | Vereinigte Staaten | 3:08:30   |
| 02    | Nina Kuscsik     | Vereinigte Staaten | 3:09:00 * |
| 03    | Kathrine Switzer | Vereinigte Staaten | 3:28:00 * |

- ungefähre Zeit